# Big Things Poppin’ (Do It)
Big Things Poppin’ (Do It) (in der unzensierten Version: Big Shit Poppin) ist ein Song des US-amerikanischen Südstaatenrappers T.I. Der Track erschien am 17. April 2007 in den USA und ist die erste Singleauskopplung aus seinem Album T.I. vs. T.I.P. Er wurde von T.I. geschrieben und von Mannie Fresh produziert. In der ersten Woche stieg das Lied auf Platz 30 der Billboard Charts ein, konnte später jedoch nur den neunten Rang erreichen.
Auf dem Track ist ein Sample der Titelmelodie aus dem Film Top Gun zu hören. Dabei handelt es sich um das Gitarrensolo aus dem Top Gun Anthem.
Es existieren drei Remixes des Songs: Einer von Swizz Beatz und Fabolous, einer bei dem noch Cassidy dabei ist, und noch einer von Hot Rod, Mitglied der G-Unit.

## Musikvideo
Das Musikvideo zu Big Things Poppin beginnt in T.I.'s Tourbus. Er und T.I.P. (sein ehemaliges Pseudonym) sind beim Ausführen von Liegestützen zu beobachten.  Die beiden schließen eine Wette ab, mit dem Ziel, das der Erste mit 100 Liegestützen beim Konzert am Abend auftreten darf. T.I.P. erschwert sich zudem die Aufgabe, indem er mit Gewichten in der Hand die Übung ausführt. Schließlich hört man ihn, wie er anfängt zu zählen: „achtundneunzig...neunundneunzig...Holla!“. Danach steht er auf und rappt über T.I.'s Niederlage.
In der nächsten Einstellung sieht man T.I.P., wie er auf der Bühne vor leeren Rängen steht und sich scheinbar auf das Konzert vorbereitet. In diesem Moment spielt Big Things Poppin ein. Der Rest des Videos zeigt T.I.P. auf dem Weg zum Gig und wie er sich vorbereitet.
Einen Cameo-Auftritt in dem Video haben unter anderem: Young Dro, Jason Geter, Mannie Fresh, 8Ball, Big Kuntry King, DJ Drama, Alfamega und Xtaci.